# Ceyx azureus
Il martin pescatore azzurro (Ceyx azureus Latham, 1801) è un uccello appartenente alla famiglia Alcedinidae.
Si trova nell'Australia settentrionale e orientale e in Tasmania, nonché nelle pianure della Nuova Guinea e nelle isole vicine, nel nord di Maluku e Romang.